# Pokrzywna (województwo opolskie)
Pokrzywna (daw. Dzików, niem. Wildgrund) – wieś w Polsce, położona w województwie opolskim, w powiecie nyskim, w gminie Głuchołazy. Historycznie leży na Górnym Śląsku, na ziemi prudnickiej. Położona jest w Górach Opawskich. Przepływa przez nią rzeka Złoty Potok i potok Bystry Potok.
W latach 1945–1975 w powiecie prudnickim, od 30 października 1975 w powiecie nyskim. W latach 1945–1954 miejscowość należała do gminy Moszczanka, a w latach 1973–1975 do gminy Prudnik w powiecie prudnickim. W latach 1975–1998 miejscowość należała administracyjnie do ówczesnego województwa opolskiego.
Według danych na 2011 wieś była zamieszkana przez 237 osób.

## Geografia

### Położenie
Wieś jest położona w południowo-zachodniej Polsce, w województwie opolskim, około 1 km od granicy z Czechami, w północnej części Gór Opawskich, tuż przy granicy gminy Głuchołazy z gminą Prudnik. Należy do Euroregionu Pradziad. Miejscowość leży na terenie Parku Krajobrazowego Góry Opawskie, którego jest siedzibą. Wieś otaczają góry: Olszak, Szyndzielowa Kopa i Zamkowa Góra. Przez Pokrzywną przepływa Złoty Potok (lewy dopływ Prudnika), na którym stworzono kąpielisko. Na terenie wsi, na wysokości ok. 340 m n.p.m., do Złotego Potoku uchodzi Bystry Potok. Około 1,8 km od centrum wsi znajduje się Przełęcz pod Zamkową Górą.

### Środowisko naturalne
Wpływ na klimat Pokrzywnej ma sąsiedztwo Gór Opawskich. Średnia temperatura roczna wynosi +7,7 °C. Duże zróżnicowanie dotyczy termicznych pór roku. Średnie roczne opady atmosferyczne w rejonie Pokrzywnej wynoszą 631 mm. Dominują wiatry zachodnie.

## Nazwa
W 1565 miejscowość wzmiankowano jako Wildtgrund, w 1577 jako Woitschgrund, w 1587 jako Wiltgrund, a w XIX wieku – Wiltschgrund. Nazwy te wskazują na to, że wieś kojarzyła się z dzikim i nieprzejezdnym miejscem. Niemiecką nazwę Wiltschgrund tłumaczy się na Wilcza Dolina, natomiast Wildtgrund – Dzika Dolina. Wiltschgrund miało być zgermanizowaną formą słowiańskiego „wilcze”, od „wilka”. Okoliczni mieszkańcy byli nękani przez wilki i niedźwiedzie. W 1945 wieś nazwano Śląskim Ojcowem. W Spisie miejscowości województwa śląsko-dąbrowskiego łącznie z obszarem ziem odzyskanych Śląska Opolskiego wydanym w Katowicach w 1946 wieś wymieniona jest pod nazwą Zwierzyniec. Okresowo funkcjonowały też nazwy Dzików oraz Wilczy Dół.
Nazwa Pokrzywna oficjalnie została nadana 15 marca 1947 roku rozporządzenie Ministrów: Administracji Publicznej i Ziem Odzyskanych
W historycznych dokumentach nazwę miejscowości wzmiankowano w różnych językach oraz formach: Wiltgrund (1587), Wildtgrund (1596), Wilschgrund (1784), Wilschgrund, Wildgrund (1845), Wilschgrund al. Wildgrund (1893), Wildgrund (1941), Wilgrund – Pokrzywna, -ej, pokrzywieński (1947), Pokrzywna, -nej (1982).

## Historia

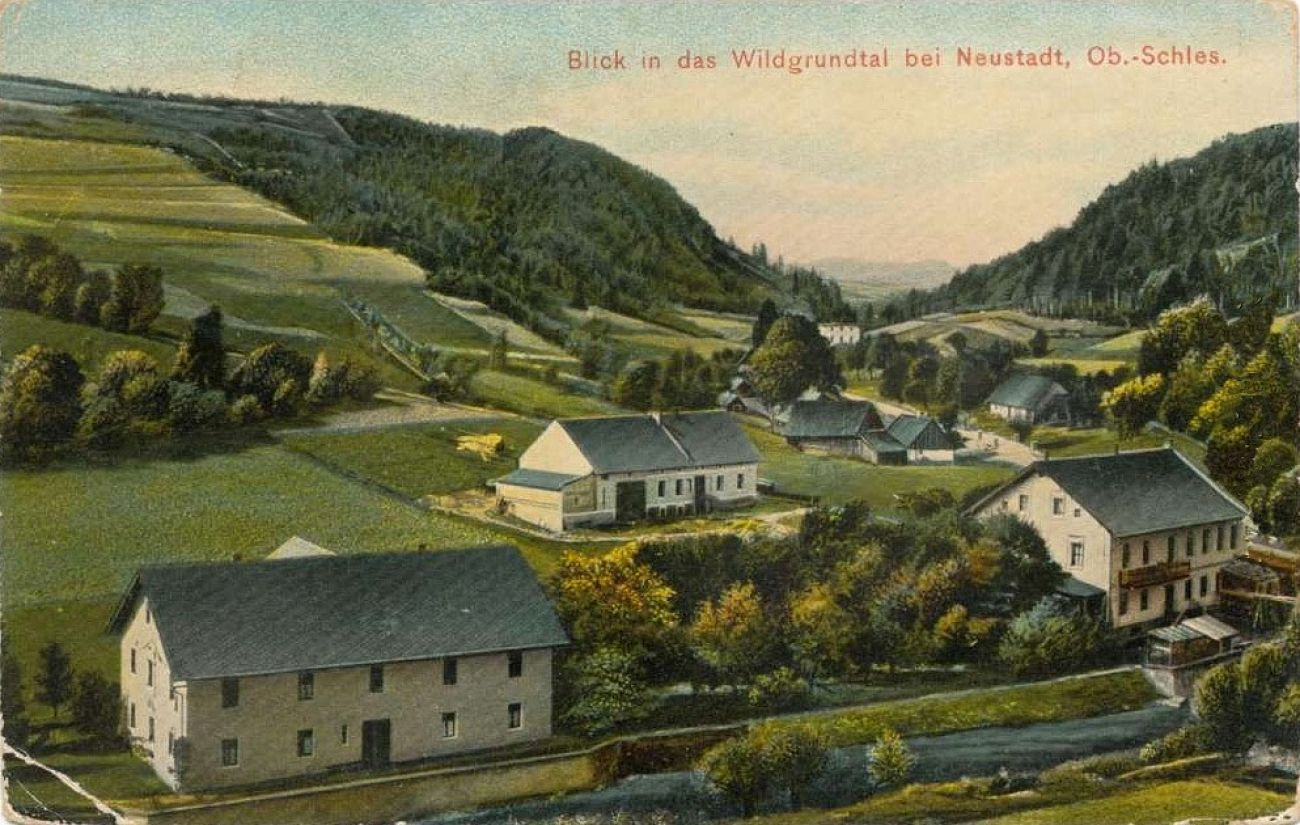
Panorama Pokrzywnej (1903)

W okresie średniowiecza, przez okolicę Pokrzywnej przebiegała granica między posiadłościami biskupów wrocławskich i okręgiem Prudnika, leżącego do 1337 w granicach Moraw. W rejonie Jarnołtówka i Pokrzywnej przekraczał granicę szlak handlowy i komunikacyjny z Wrocławia przez Nysę i Prudnik do Ołomuńca. Był tutaj las należący do dóbr zamku prudnickiego już w XIII wieku. Przy ujściu Bystrego Potoku funkcjonowała komora celna, a na Zamkowej Górze wznosił się kamienny zamek, który jako pograniczna warownia morawska stanowił ogniwo łańcucha pogranicznych obiektów obronnych, obejmującego zamek w Prudniku, zamek Edelštejn koło Zlatych Hor, warownie w Dębowcu i na górze Okopowa pod Prudnikiem. Warownia na Zamkowej Górze uległa zniszczeniu w XV wieku w czasie wojen husyckich (1428), lub krótko później (według legendy zamek miał stać się siedzibą rozbójników, w związku z czym został zniszczony przez mieszczan).

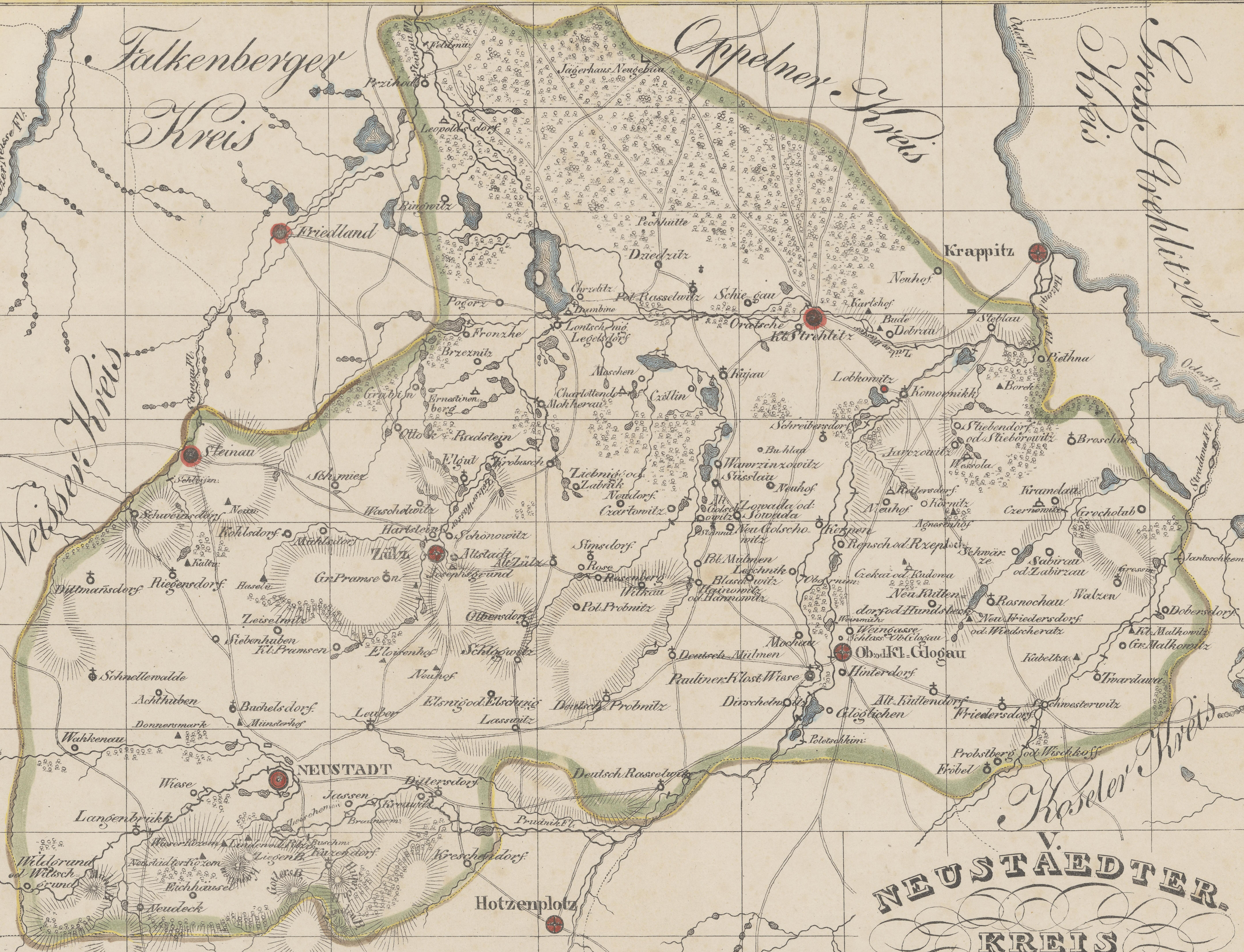
Pokrzywna (Wildgrund od. Wiltschgrund) wśród miejscowości ziemi prudnickiej na mapie z XIX wieku

Na początku XV wieku okolice późniejszej Pokrzywnej zostały podarowane Prudnikowi przez księcia Władysława Opolczyka. Osada istniała już w I połowie XVI wieku. W 1551 roku Rada Miejska Prudnika założyła tu osadę leśną, która jednak rozwijała się wolno. W 1578, na polecenie Rady Miejskiej w Prudniku, w zachodniej części Pokrzywnej wzniesiono młyn, którego najemca w ramach podatku oddawał część zboża na zamek w Prudniku. Następnie we wsi utworzono leśniczówkę. Do 1742 wieś należała do powiatu sądowego prudnickiego w Monarchii Habsburgów. Po I wojnie śląskiej znalazła się w granicach Królestwa Prus i weszła w skład powiatu prudnickiego w prowincji Śląsk. Do XIX wieku głównymi źródłami utrzymania ludności była praca w lesie oraz chałupnicze tkactwo. Następnie wieś rozwinęła się w związku z ruchem turystycznym w kierunku Biskupiej Kopy – powstały liczne gospody i pensjonaty (przed 1939 miejscowość dysponowała ponad setką miejsc noclegowych i stacją benzynową).

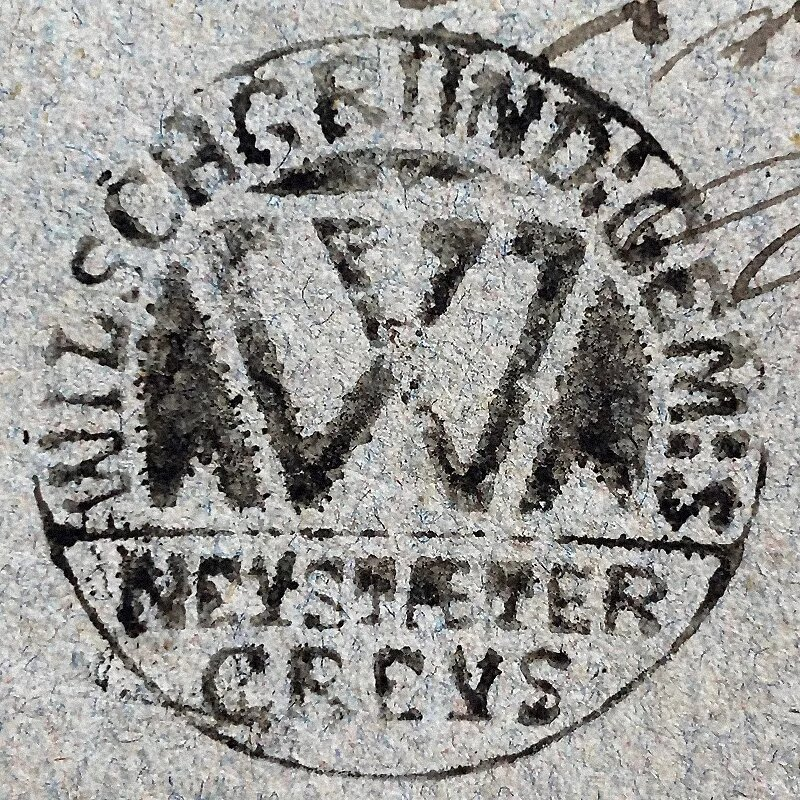
Pieczęć Pokrzywnej (1850)

W 1816 mieszkało tu 140 osób, w 1840 – 143, w 1871 – 304. W 1824 zniesiono pańszczyznę chłopów w Pokrzywnej wobec prudnickich mieszczan. Wieś posiadała swoją własną pieczęć, która przedstawiała w polu literę W z lemieszami po prawej i lewej, a w otoku napis: WILSCHGRUND: GEM: S: / NEYSTAETER CREYS (pol. Gmina Pokrzywna / Powiat Prudnicki). Następnie Dębowiec, Wieszczyna i Pokrzywna posiadały wspólną pieczęć, która przedstawiała w polu literę W, napis: GEM: SIG: / NEUSTAEDT: CREIS, a w otoku napis: EICHHÄUSEL-NEUDECK · U: WILSCHGRUND (pol. Dębowiec, Wieszczyna, Pokrzywna / Powiat Prudnicki). W 1874 utworzono gminę zbiorową Moszczanka (Amtsbezirk Langenbrück), składającą się gromad Moszczanka i Pokrzywna.
10 lipca 1903 Pokrzywną i okoliczne miejscowości nawiedziła ogromna powódź. Zniszczony został wówczas wiadukt kolejowy pomiędzy Pokrzywną i Moszczanką. Według spisu ludności z 1 grudnia 1910, na 260 mieszkańców Pokrzywnej 258 posługiwało się językiem niemieckim, a 2 językiem polskim. Przed I wojną światową zbudowana została droga z Pokrzywnej na Biskupią Kopę. W 1921 w zasięgu plebiscytu na Górnym Śląsku znalazła się tylko część powiatu prudnickiego. Pokrzywna znalazła się po stronie zachodniej, poza terenem plebiscytowym.

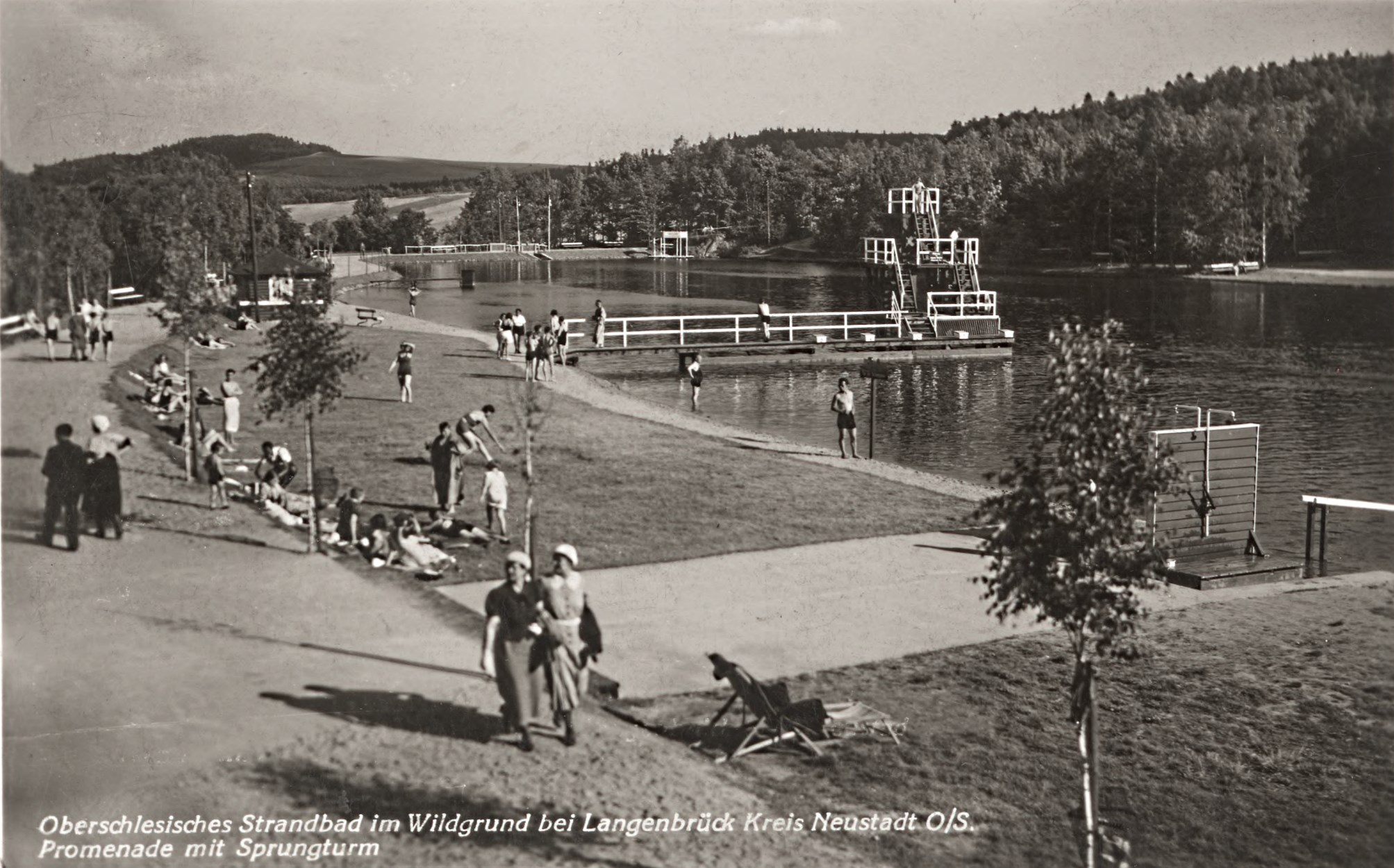
Kąpielisko w Pokrzywnej w latach 30. XX wieku

Z inicjatywy starostwa Prudnika, w latach 1930–1932 w miejscu dawnego młyna w Pokrzywnej powstał zalew na Złotym Potoku o powierzchni ponad 1 ha oraz pojemności ok. 20 tys. m³, pełniący funkcje rekreacyjne oraz przeciwpowodziowe. Dzięki budowie zbiornika powstało atrakcyjne, położone w lesie kąpielisko z zapleczem gastronomicznym i noclegowym. Prudnickie hufce pracy budowały w ramach robót publicznych nowe ścieżki i promenady. W Cichej Dolinie na zboczu Szyndzielowej Kopy, z inicjatywy radcy naukowego Konrada Hannaka oraz Klubu Narciarskiego i Tenisowego z Prudnika, zbudowano w 1931 skocznię narciarską. Corocznie przez Pokrzywną przewijała się ponad stutysięczna rzesza turystów. Pokrzywna i Jarnołtówek posiadały status gminy turystycznej.
7 października 1938 przez Pokrzywną przejeżdżali m.in. Adolf Hitler i feldmarszałek Hermann Göring, którzy po wizytacji Kraju Sudetów udali się do Prudnika na pociąg, którym wrócili do Berlina. Podczas II wojny światowej walki ominęły Pokrzywną. Wycofujący się żołnierze niemieccy wysadzili jeden most kolejowy i dwa drogowe w Pokrzywnej. Od marca do maja 1945 powiat prudnicki znajdował się pod kontrolą radzieckiej komendantury wojskowej. 11 maja 1945 polska administracja przejęła władzę cywilną w powiecie prudnickim. Wówczas w Pokrzywnej została osiedlona część polskich repatriantów z Kresów Wschodnich. Niemieckojęzyczna ludność została wysiedlona na zachód w czerwcu 1946.
W latach 1945–1950 Pokrzywna należała do województwa śląskiego, a od 1950 do województwa opolskiego. W latach 1945–1954 wieś należała do gminy Moszczanka, a w latach 1954–1972 do gromady Moszczanka. Podlegała urzędowi pocztowemu w Prudniku.
Po 1945 kąpielisko w Pokrzywnej pełniło rolę zaplecza turystycznego i wypoczynkowego dla zakładów przemysłowych na Śląsku. Wypoczynkowe domy posiadało tu wiele kopalń Górnego Śląska. Mosty zniszczone podczas II wojny światowej odbudował wydział powiatowy w Prudniku w 1948. Swój ośrodek kolonijny w Pokrzywnej miało ZPB „Frotex” w Prudniku. W latach 70. i 80. XX wieku nastąpił ponowny rozwój miejscowości. Powstawały tu ośrodki wypoczynkowe, kolonijne, budowane przez przedsiębiorstwa państwowe i zakłady pracy dla dzieci i dorosłych. W ramach aktywizacji turystycznej, na terenie Pokrzywnej wzmożono inwestycje budowlane w postaci domów jednorodzinnych. Od 1988 miejscowość jest siedzibą zarządu Parku Krajobrazowego Gór Opawskich. Zachowały się budynki pensjonatów o cechach budownictwa szwajcarskiego oraz tyrolskiego.

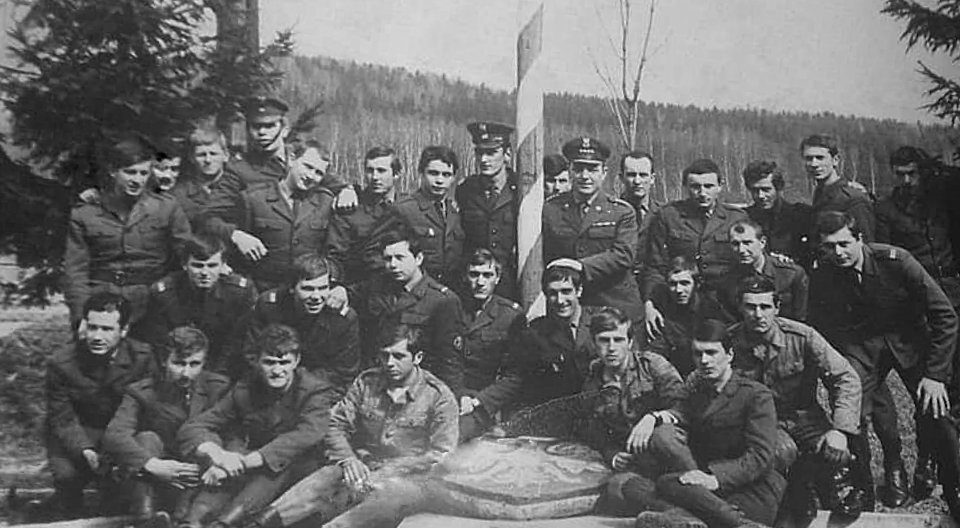
Żołnierze Strażnicy WOP Pokrzywna (1971)

Po 1945 roku do 31 października 1989 roku, stacjonowała tu strażnica Wojsk Ochrony Pogranicza. W 1994 roku strażnica ponownie została utworzona w strukturach Straży Granicznej i funkcjonowała do marca 2001 roku, kiedy to została rozformowana. 12 marca 1951 ze strażnicy w Pokrzywnej doszło do największej lądowej ucieczki polskich żołnierzy na Zachód w czasach Polski Ludowej, zastępcy dowódcy strażnicy sierż. Jana Kępy z trzema żołnierzami strażnicy (st. strzelec – kucharz Zenon Majchrzak, strzelcy: Józef Gałuszewski, Józef Waszkiewicz), trzema żołnierzami 223 strażnicy WOP Zwierzynie (strzelcy: Józef Staniszewski, Karol Olszewski i Henryk Stańczak) oraz praczką Walerią Kaczor. Wszyscy uciekinierzy zostali pojmani. Kępa został skazany na karę śmierci i stracono go w Areszcie Śledczym w Bytomiu, pozostali otrzymali kary pozbawienia wolności.
Według uchwały podjętej w 1972 przez Prezydium Powiatowej Rady Narodowej w Prudniku, w Pokrzywnej zbudowano nowoczesną infrastrukturę i obiekty turystyczne w celu utworzenia ze wsi Pokrzywna i Jarnołtówek ośrodka turystyczno-wypoczynkowego. Realizacja planów dalszego rozwoju została przerwana, gdy przyłączono wsie do gminy Głuchołazy.
W 1997 Pokrzywna przystąpiła do Programu Odnowy Wsi Opolskiej. Po reformie administracyjnej w 1999 mieszkańcy Pokrzywnej zaczęli starać się o odłączenie wsi od gminy Głuchołazy i ponowne przyłączenie do gminy Prudnik, jako powody podając względy geograficzne, funkcjonalne i gospodarcze. W październiku 1999 mieszkańcy Pokrzywnej przeprowadzili konsultacje społeczne, według których 105 osób opowiedziało się za przyłączeniem do gminy Prudnik, 9 wstrzymało się od głosu i nikt nie był przeciw. Urząd Gminy Głuchołazy unieważnił wynik konsultacji, natomiast burmistrz Prudnika Zenon Kowalczyk i wiceburmistrz Czesław Dumkiewicz poparli inicjatywę mieszkańców wsi. W marcu 2001 sporządzono pełną dokumentację z Pokrzywnej i Jarnołtówka w sprawie przejścia do gminy Prudnik. Z Pokrzywnej, na 115 głosujących, 112 było za Prudnikiem, natomiast w Jarnołtówku 404 osoby opowiedziały się za Prudnikiem, 10 było przeciw, a 5 nie zajęło stanowiska. Tym razem również spotkano się z unieważnieniem wyników przez burmistrza Głuchołaz. W maju 2001 Rada Miejska w Prudniku poprzez uchwałę zaakceptowała starania mieszkańców Pokrzywnej, Jarnołtówka i Trzebiny, a Rada Powiatu Prudnickiego przegłosowała uchwałę o niezajmowaniu stanowiska w tej sprawie. Temat zmiany przynależności administracyjnej Pokrzywnej i Jarnołtówka powrócił do lokalnych mediów w lipcu 2022, ponownie znajdując poparcie burmistrza Prudnika.
Uchwałą z 18 grudnia 2020 Rady Miejskiej Prudnika wyznaczono na terenie gmin Prudnik i Głuchołazy aglomerację Prudnik o równoważnej liczbie mieszkańców 30667 oraz zlokalizowaną na terenie miejscowości: Prudnik, Chocim, Dębowiec, Jarnołtówek, Łąka Prudnicka, Moszczanka, Niemysłowice, Pokrzywna z oczyszczalnią ścieków w Prudniku.
Podczas powodzi we wrześniu 2024 woda zalała część ośrodków turystycznych we wsi. Zniszczony został jeden dom. Konstrukcja mostu w rejonie hotelu „Gorzelany” spadła z podpory. Woda zniszczyła także alejkę prowadzącą do kładki i jej otoczenie.

### Przynależność państwowa i administracyjna
| Okres     |                                                                                | Państwo               | Zwierzchnictwo               | Jednostka administracyjna                                                |
| --------- | ------------------------------------------------------------------------------ | --------------------- | ---------------------------- | ------------------------------------------------------------------------ |
| 1551–1742 | Monarchia Habsburgów                                                           | Monarchia Habsburgów  | Święte Cesarstwo Rzymskie    | księstwo opolsko-raciborskie, powiat sądowy prudnicki                    |
| 1742–1806 |                                                                                | Królestwo Prus        | Święte Cesarstwo Rzymskie    | kamera wrocławska, departament wrocławski, powiat prudnicki              |
| 1806–1815 |                                                                                | Królestwo Prus        | Królestwo Prus               | kamera wrocławska, departament wrocławski, powiat prudnicki              |
| 1815–1871 | prowincja Śląsk, rejencja opolska, powiat prudnicki                            | Królestwo Prus        | Królestwo Prus               |                                                                          |
| 1871–1918 | Cesarstwo Niemieckie                                                           | Cesarstwo Niemieckie  | Cesarstwo Niemieckie         | Królestwo Prus, prowincja Śląsk, rejencja opolska, powiat prudnicki      |
| 1918–1919 |                                                                                | Republika Weimarska   | Republika Weimarska          | Wolne Państwo Prusy, prowincja Śląsk, rejencja opolska, powiat prudnicki |
| 1919–1933 | Wolne Państwo Prusy, prowincja Górny Śląsk, rejencja opolska, powiat prudnicki | Republika Weimarska   | Republika Weimarska          |                                                                          |
| 1933–1938 | Wolne Państwo Prusy, prowincja Górny Śląsk, rejencja opolska, powiat prudnicki | III Rzesza            | III Rzesza                   | III Rzesza                                                               |
| 1938–1941 | Wolne Państwo Prusy, prowincja Śląsk, rejencja opolska, powiat prudnicki       | III Rzesza            | III Rzesza                   | III Rzesza                                                               |
| 1941–1945 | Wolne Państwo Prusy, prowincja Górny Śląsk, rejencja opolska, powiat prudnicki | III Rzesza            | III Rzesza                   | III Rzesza                                                               |
| 1945–1946 |                                                                                | Rzeczpospolita Polska | Rzeczpospolita Polska        | Okręg I (Śląsk Opolski)                                                  |
| 1946–1950 | województwo śląskie, powiat prudnicki, gmina Moszczanka                        | Rzeczpospolita Polska | Rzeczpospolita Polska        |                                                                          |
| 1950–1952 | województwo opolskie, powiat prudnicki, gmina Moszczanka                       | Rzeczpospolita Polska | Rzeczpospolita Polska        |                                                                          |
| 1952–1954 | województwo opolskie, powiat prudnicki, gmina Moszczanka                       |                       | Polska Rzeczpospolita Ludowa | Polska Rzeczpospolita Ludowa                                             |
| 1954–1973 | województwo opolskie, powiat prudnicki, gromada Moszczanka                     |                       | Polska Rzeczpospolita Ludowa | Polska Rzeczpospolita Ludowa                                             |
| 1973–1975 | województwo opolskie, powiat prudnicki, gmina Prudnik                          |                       | Polska Rzeczpospolita Ludowa | Polska Rzeczpospolita Ludowa                                             |
| 1975–1989 | województwo opolskie, gmina Głuchołazy                                         |                       | Polska Rzeczpospolita Ludowa | Polska Rzeczpospolita Ludowa                                             |
| 1989–1998 | województwo opolskie, gmina Głuchołazy                                         | Polska                | Rzeczpospolita Polska        | Rzeczpospolita Polska                                                    |
| od 1999   | województwo opolskie, powiat nyski, gmina Głuchołazy                           | Polska                | Rzeczpospolita Polska        | Rzeczpospolita Polska                                                    |

## Liczba mieszkańców wsi
- 1871 – 304[47]
- 1885 – 282[48]
- 1905 – 248[49]
- 1910 – 260[27]
- 1933 – 239 (razem z Dębowcem i Wieszczyną)[50]
- 1939 – 179[50]
- 1966 – 157[51]
- 1998 – 162[52]
- 2002 – 214[52]
- 2009 – 230[52]
- 2011 – 237[52]
- 2021 – 267[52]

## Zabytki
Zgodnie z gminną ewidencją zabytków w Pokrzywnej chronione są:
- domy mieszkalne, nr: 18, 19, 20, 29 (leśniczówka), 45
- strażnica, obecnie Szkolne Schronisko Młodzieżowe, nr 72
- trafostacja
- most drogowy nad Złotym Potokiem (droga powiatowa 1616)
- most drogowy nad Złotym Potokiem (droga powiatowa 1617)

## Transport

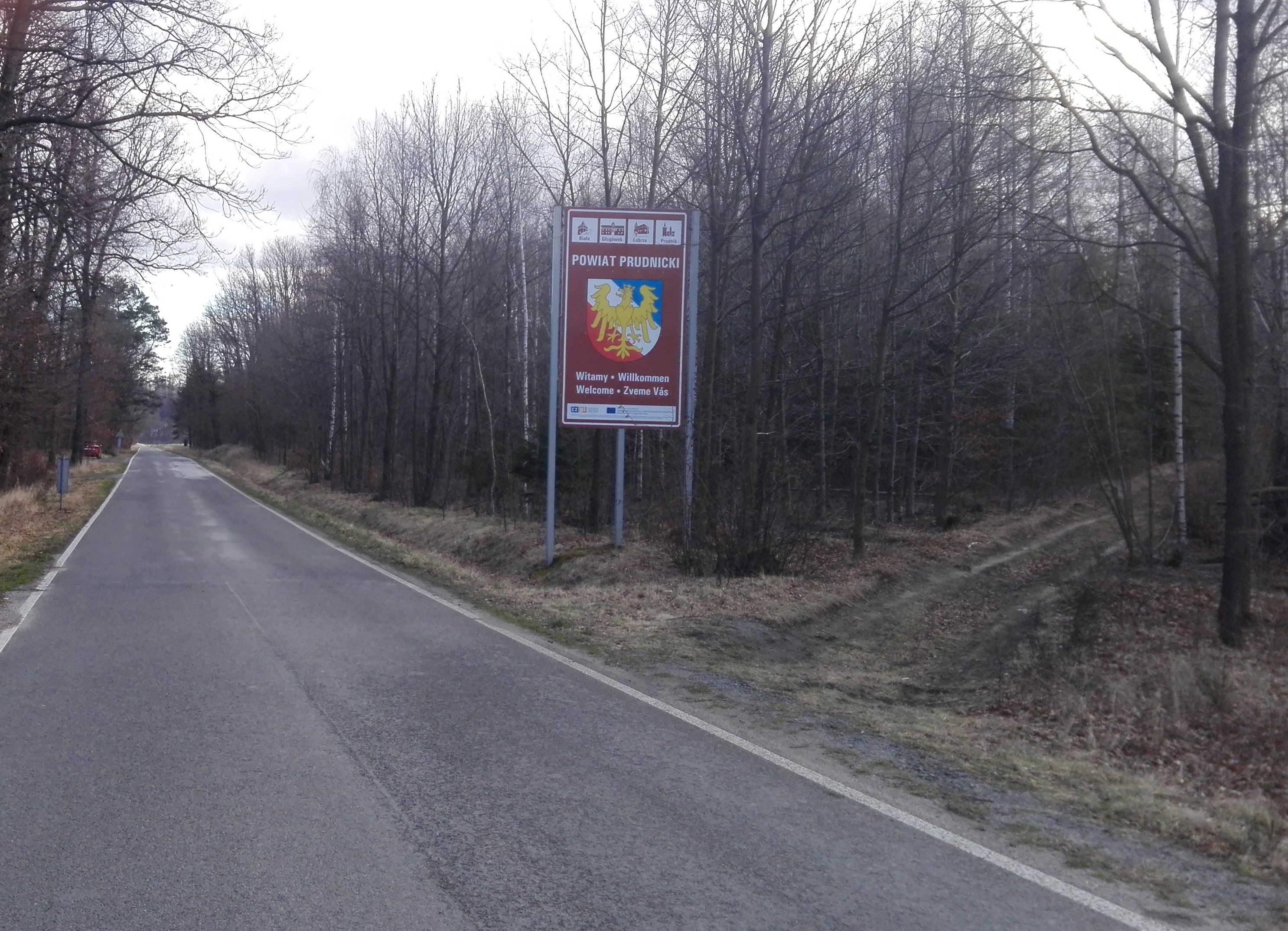
Droga Pokrzywna–Wieszczyna w rejonie tranzytu czeskiego

### Transport drogowy
Do Pokrzywnej można dojechać z Prudnika przez Łąkę Prudnicką (DK40) i Moszczankę, lub przez Dębowiec i Wieszczynę, a także z Głuchołaz przez Jarnołtówek. W zarządzie Wydziału Drogownictwa Starostwa Powiatowego w Prudniku znajdują się drogi powiatowe: nr 1616O relacji Prudnik – Chocim – Dębowiec – Wieszczyna – Pokrzywna oraz nr 1618O relacji Łąka Prudnicka – Moszczanka – Pokrzywna.

### Transport kolejowy
Pograniczem Pokrzywnej z Wieszczyną i Moszczanką biegnie linia kolejowa nr 333 Głuchołazy – Pokrzywna, przejeżdżają tędy pociągi czeskie. Nieczynna stacja kolejowa Pokrzywna znajduje się w Moszczance. Starostwo powiatu prudnickiego planuje utworzenie przystanku kolejowego pomiędzy Pokrzywną i Moszczanką. Do 2007 na linii 333 między Pokrzywną i Wieszczyną funkcjonowało polsko-czeskie kolejowe przejście graniczne Głuchołazy-Jindřichov ve Slezsku.

### Transport autobusowy

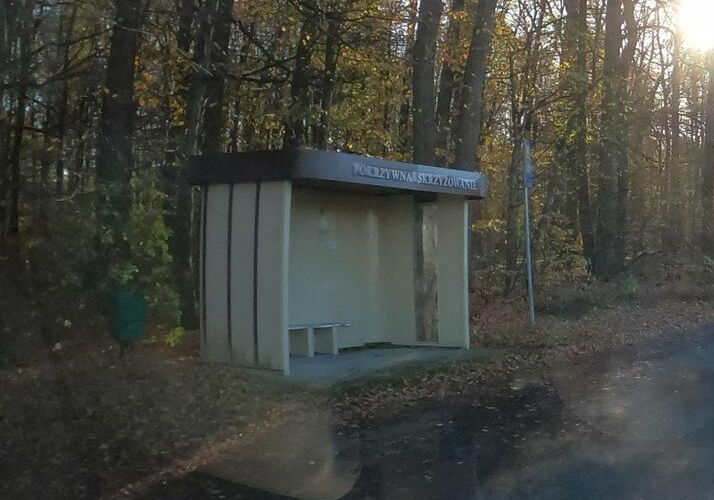
Przystanek autobusowy

Pokrzywna posiada połączenia autobusowe z Opolem, Prudnikiem, Nysą, Głuchołazami i Kędzierzynem-Koźlem. We wsi znajdują się dwa przystanki autobusowe – I na skrzyżowaniu od strony Prudnika i II przy drodze do Cichej Doliny od strony Głuchołaz.
Transport autobusowy w Pokrzywnej obsługiwany był przez PKS Prudnik. W 2004 prudnicki PKS został sprywatyzowany z udziałem Connex Polska. W 2008, w wyniku połączenia spółek PKS Connex Prudnik i PKS Connex Kędzierzyn-Koźle, utworzona została spółka Veolia Transport Opolszczyzna, w 2013 przejęta przez Arriva Bus Transport Polska. W 2019 Arriva wycofała się z Prudnika. Wówczas organizacją przewozów pasażerskich w Pokrzywnej i okolicy zajęły się ościenne PKS-y. W grudniu 2021 powołano Powiatowo-Gminny Związek Transportu „Pogranicze”, mający na celu poprawę jakości transportu.

## Nawiązania i odniesienia w kulturze
W 1973 fotoreportaż telewizyjny Niedziela w Pokrzywnej w reżyserii Andrzeja Barszczyńskiego, przedstawiający ludzi spędzających czas wolny na kąpielisku w Pokrzywnej, zdobył nagrodę publiczności Złoty Kompas oraz Nagrodę Specjalną za „najciekawsze, oryginalne ujęcie tematu” na Festiwalu Filmów Krajoznawczych i Turystycznych w Warszawie.
Pokrzywna jest jednym z miejsc akcji powieści Lato umarłych snów autorstwa niemieckiego pisarza Harry’ego Thürka, przedstawiającej sytuację Niemców w Prudniku tuż po II wojnie światowej. Bohaterowie powieści w drodze do rodzinnego Prudnika nocowali przy miejscowym kąpielisku. Jedna z głównych postaci pracowała później przy naprawie torów pobliskiej linii kolejowej.

## Religia

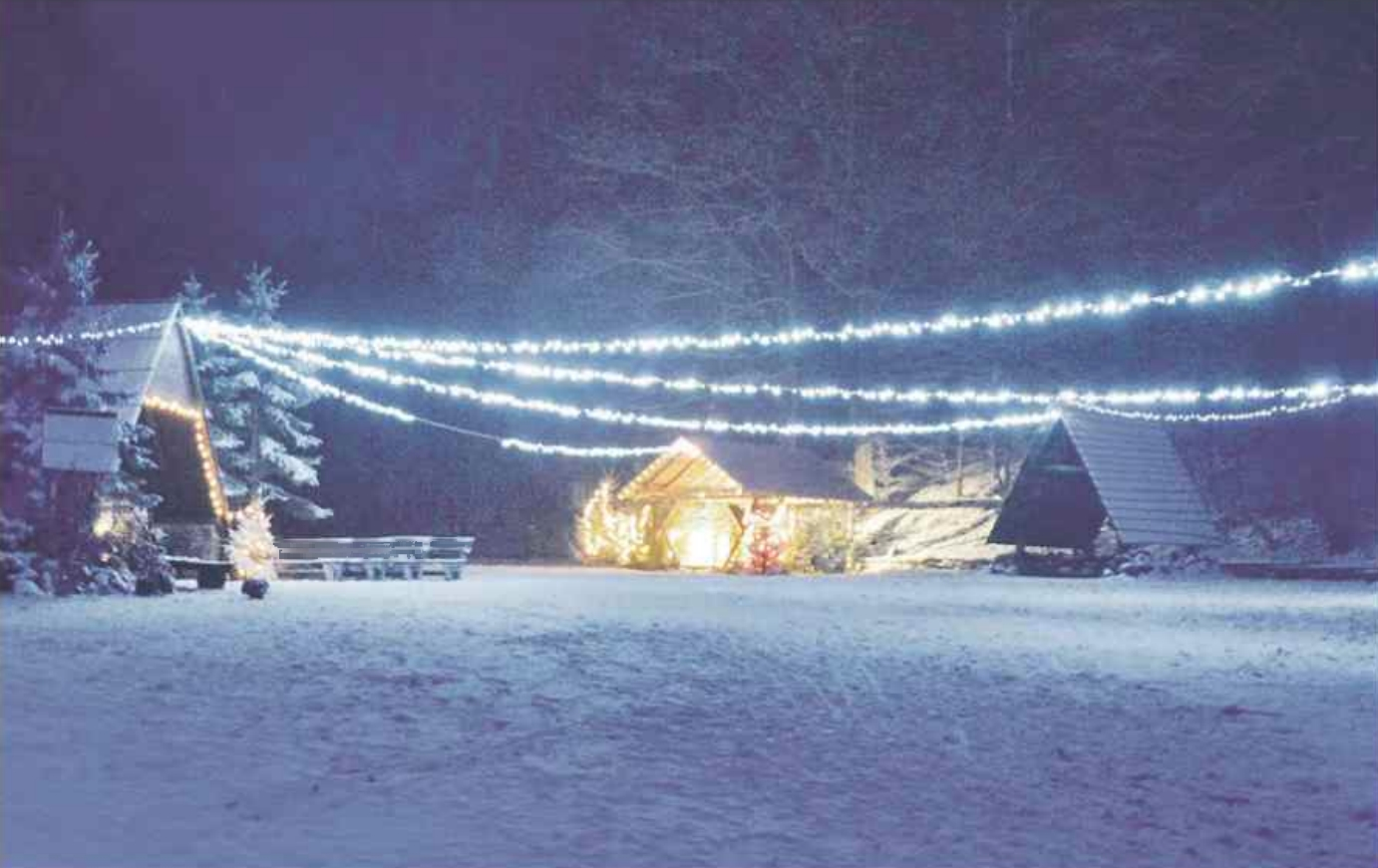
Ołtarz polowy w Cichej Dolinie

Katolicy z Pokrzywnej należą do parafii Podwyższenia Świętego Krzyża w Moszczance (dekanat Prudnik). W Cichej Dolinie znajduje się ołtarz polowy, przy którym latem są odprawiane msze, a w Boże Narodzenie uroczysta pasterka, w której uczestniczą mieszkańcy Pokrzywnej, Jarnołtówka, Moszczanki, Prudnika, a także turyści.

## Sport
W Cichej Dolinie na zboczu Szyndzielowej Kopy, z inicjatywy radcy naukowego Konrada Hannaka oraz Klubu Narciarskiego i Tenisowego z Prudnika, zbudowano w 1931 skocznię narciarską (Seiffentalschanze). Obiekt służył celom sportowym do końca lat 50. XX wieku, natomiast ostatnie zawody rozegrano na nim w 1947 roku.
Co roku od 2006 w ośrodkach wypoczynkowych w Pokrzywnej rozgrywany jest Międzynarodowy Turniej Szachowy „Puchar Gór Opawskich”.

## Turystyka

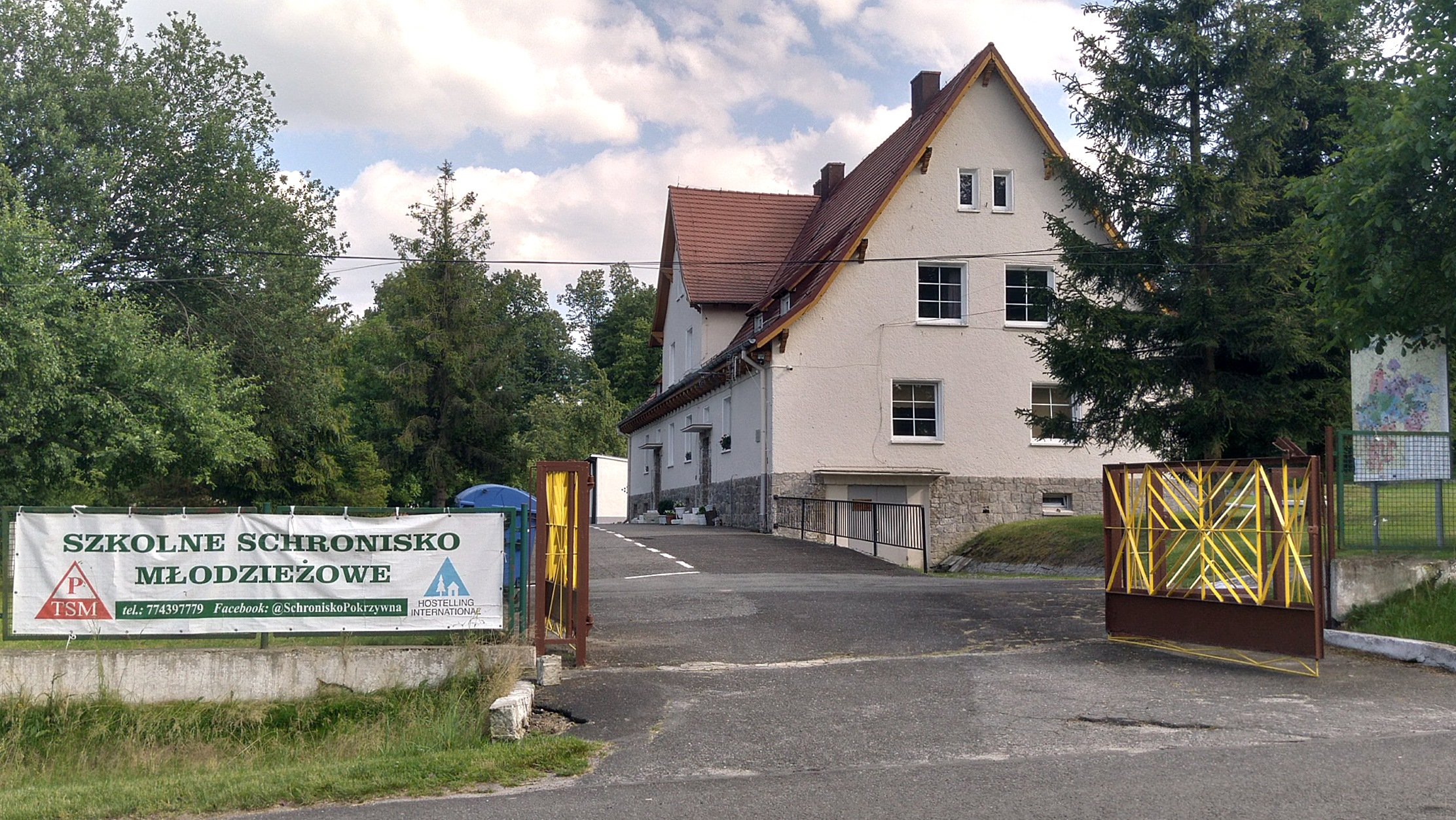
Szkolne Schronisko Młodzieżowe w Pokrzywnej

Pokrzywna jest jedną ze wsi o największych walorach turystycznych w województwie opolskim. Miejscowość jest znanym w województwie opolskim ośrodkiem wypoczynkowym. Nazywana bywa „Śląską Szwajcarią” oraz „Perłą Ziemi Prudnickiej”. Jest tu dobrze rozwinięta baza noclegowa i gastronomiczna. Pokrzywna jest jedną z najczęściej odwiedzanych miejscowości w Górach Opawskich. Znajdują się tu m.in. Ośrodek Szkoleniowo-Wypoczynkowy „Sudety”, Kompleks Hotelowy „Chrobry”, Hotel „Gorzelanny & Carina”, Hotel „Dębowe Wzgórze”, a także całoroczne Szkolne Schronisko Młodzieżowe, które jest członkiem Polskiego Towarzystwa Schronisk Młodzieżowych.

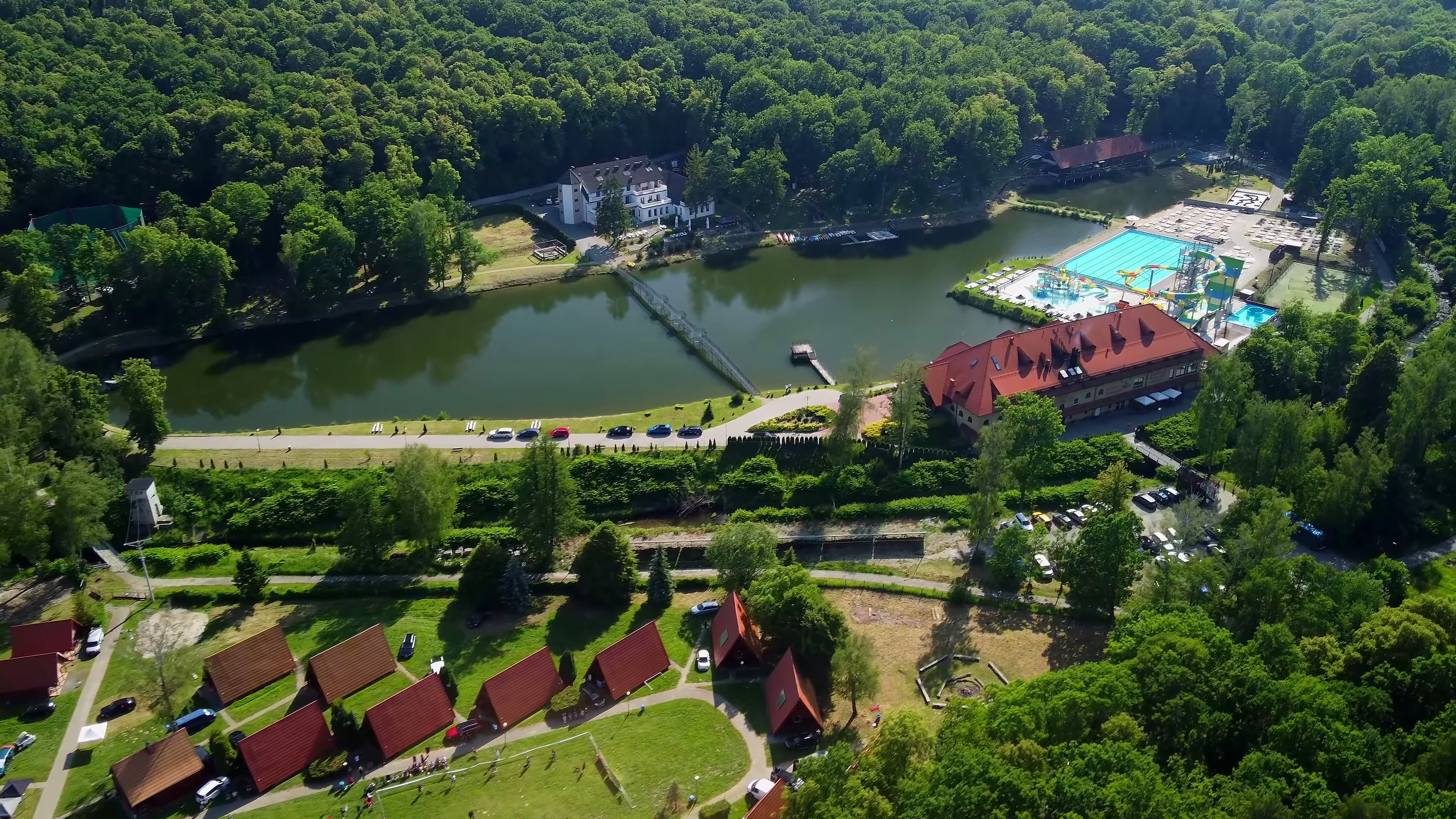
Kąpielisko w Pokrzywnej

W Pokrzywnej znajduje się Interaktywny Park Rozrywki i Edukacji „Zaginione Miasto Rosenau”, otwarty 19 lipca 2014. Powstał on na bazie kąpieliska leśnego założonego w latach 30. XX wieku przez starostwo Prudnika. Park rozrywki zajmuje obszar 12 hektarów, a jego głównym tematem jest prudnicka legenda o osadzie Rosenau, która miała znajdować się pod Zamkową Górą. We wsi funkcjonują dwa gospodarstwa agroturystyczne: „Pokrzywna 3" i „Panama”.
Oddział PTTK „Sudetów Wschodnich” w Prudniku ustanowił turystyczną Odznakę Krajoznawczą Ziemi Prudnickiej, którą zdobywa się poprzez zwiedzenie odpowiedniej liczby obiektów w miejscowościach położonych na ziemi prudnickiej, w tym w Pokrzywnej.

### Szlaki turystyczne
Przez Pokrzywną prowadzą szlaki turystyczne:
- Główny Szlak Sudecki im. Mieczysława Orłowicza (440 km): Prudnik – Świeradów-Zdrój
- Pokrzywna – Olszak (453 m n.p.m.) – Jarnołtówek – Gwarkowa Perć – Pokrzywna
- Saperską i Złodziejską Ścieżką na Przełęcz pod Kopą (707 m) i dalej do Schroniska pod Biskupią Kopą
- ścieżka dydaktyczna wiodąca Cichą Doliną do schroniska i dalej na Biskupią Kopę.

Restauracja „Dębowy Gościniec” w hotelu „Dębowe Wzgórze” w Pokrzywnej znajduje się na szlaku kulinarnym Opolski Bifyj.

### Szlaki rowerowe
Przez Pokrzywną prowadzą szlaki rowerowe:
- Wieszczyna – Pokrzywna – Zamkowa Góra – Przełęcz pod Zamkową Górą – góra Srebrna Kopa – Przełęcz pod Kopą (Przełęcz Mokra) – góra Piekiełko – Jarnołtówek
- Turystyczna trasa rowerowa Gór Opawskich (40 km): Prudnik – sanktuarium św. Józefa w Prudniku–Lesie – Chocim – Dębowiec – Wieszczyna – Pokrzywna – Jarnołtówek – Konradów – Głuchołazy – Gierałcice – Biskupów – Burgrabice – Sławniowice
- Trasa rowerowa PTTK nr 60-c: Prudnik – Prudnik, Osiedle Tysiąclecia – Lipno – Prudnik-Las – Dębowiec – Pokrzywna – Jarnołtówek – Konradów – Głuchołazy – Kolonia Jagiellońska – Gierałcice – Biskupów – Burgrabice – Kijów – Gościce
- Prudnik – Pokrzywna (10 km): Prudnik – Łąka Prudnicka – Moszczanka – Pokrzywna

## Bezpieczeństwo
Bezpieczeństwo pożarowe w Pokrzywnej pod względem operacyjnym zabezpiecza interwencyjnie Jednostka Ratowniczo-Gaśnicza PSP w Prudniku.
We wsi ma swoją siedzibę leśnictwo Pokrzywna, które należy do nadleśnictwa Prudnik (obręb Prudnik).